# Banff (Whiskybrennerei)

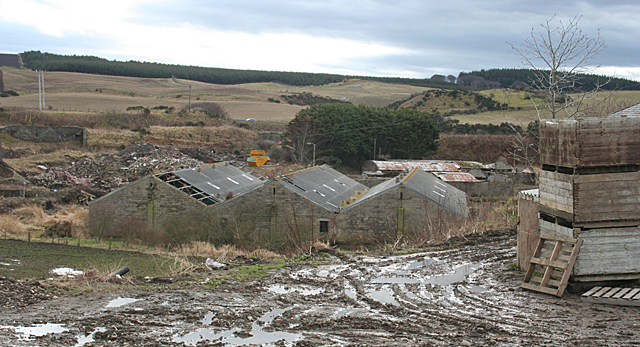
Die ehemalige Whiskybrennerei Banff

Banff war eine Whiskybrennerei in Inverboyndie bei Banff, Banffshire, Schottland, Großbritannien.

## Geschichte
James McKilligan eröffnete 1824 unter dem Namen Mill of Banff nahe der Colleonard Farm den Vorgänger der Destillerie. Als er 1837 starb, übernahm Alex Mackay die Brennerei. 1852 ging sie an James Simpson und seinen Sohn James jr.
1863 baute James Simpson jr. die neue Inverboyndie-Destillerie einige Kilometer entfernt, worauf hin die alte Brennerei stillgelegt wurde. Am 9. Mai 1877 brannte das Hauptgebäude ab, aber schon im Oktober konnte wieder produziert werden, da das Feuer weder die Lagerhäuser noch die Mälzerei in Mitleidenschaft gezogen hatte. Seitdem hatte die Destillerie auch einen eigenen Spritzenwagen, den ersten in der Region. Im März 1932 übernahm die Scottish Malt Distillers Ltd. (SMD) die Destillerie. Bei einem Fliegerangriff durch eine deutsche Junkers Ju 88 am 16. August 1941 wurde die Brennerei schwer beschädigt. Aus dem total zerstörten Lagerhaus 12 floss brennender Whisky auf die Straße und die benachbarten Felder. Dort grasende Kühe tranken den unverbrannten Whisky, so dass die Bauern sie am nächsten Tag nicht melken konnten, da die Kühe noch nicht wieder stehen konnten. In den umliegenden Gräben und Teichen starben einige Gänse und Enten an einer Alkoholvergiftung. Bis zum Ende des Zweiten Weltkrieges diente die Destillerie als Unterkunft für Soldaten, danach lief die Produktion wieder an. Am 3. Oktober 1959 löste der Kesselschmied Norman Forbesd bei Lötarbeiten eine Explosion aus, die große Teile der Brennerei zerstörte. Die Destillerie schloss am 31. Mai 1983, 1985 begann die Demontage und das letzte Gebäude wurde am 11. April 1991 durch ein Feuer zerstört.

## Produktion
Das Wasser der zur Region Speyside gehörenden Destillerie kam aus dem Boyne Burn an den Fiskaidly Quellen. Zuletzt wurde in einer wash still und einer spirit still destilliert (bis 1924 wurde bei Banff dreifachdestilliert).